# Myzocallis boerneri
Myzocallis boerneri är en insektsart. Myzocallis boerneri ingår i släktet Myzocallis och familjen långrörsbladlöss. Inga underarter finns listade i Catalogue of Life.